# Hegyi szürkebegy

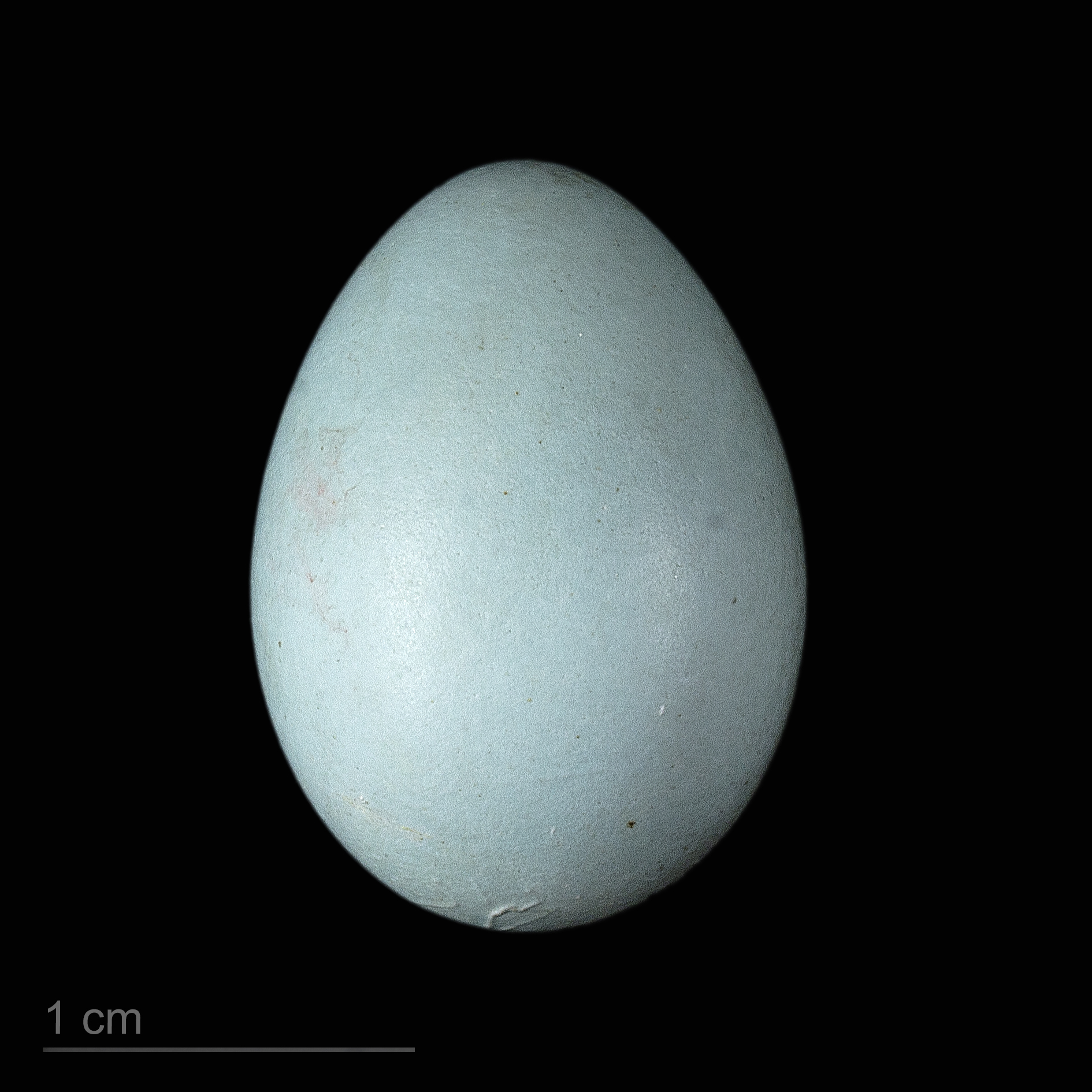
Prunella montanella

A hegyi  szürkebegy vagy tajgai szürkebegy (Prunella montanella) a madarak osztályának verébalakúak (Passeriformes)  rendjébe és a szürkebegyfélék (Prunellidae) családjába tartozó faj.

## Rendszerezése
A fajt Peter Simon Pallas német zoológus írta le 1776-ban, a Motacilla nembe Motacilla montanella néven.

## Alfajai
- Prunella montanella badia Portenko, 1929
- Prunella montanella montanella (Pallas, 1776)[2]

## Előfordulása
A Bering-tengernél és Szibéria északi részén honos. Telelni Ázsia délkeleti részébe vonul. Kóborló példányai Európába és Amerikába is eljutnak. 
Természetes élőhelyei a tűlevelű és lombhullató erdők, valamint  cserjések.

### Kárpát-medencei előfordulása
Magyarországon először 2017. január 18-án figyelte meg Molnár Lídia a Szentendrei-szigeten, másnap ugyanott többen is észlelték a faj egy példányát.

## Megjelenése
Testhossza 13–15 centiméter, testtömege 17,5 gramm. Fejének teteje és szemsávja fekete, a torka, a hasa alja és a szeme fölötti rész sárgásbarna.
|  |

## Életmódja
Nyáron főleg rovarokkal táplálkozik, de télen magvakat is fogyaszt.

## Természetvédelmi helyzete
Az elterjedési területe rendkívül nagy, egyedszáma pedig stabil. A Természetvédelmi Világszövetség Vörös listáján nem fenyegetett fajként szerepel.